# Dambenois
Dambenois település Franciaországban, Doubs megyében. Lakosainak száma 727 fő (2022. január 1.). Dambenois Trévenans, Nommay, Bourogne és Brognard községekkel határos.

## Népesség
A település népességének változása:
| Lakosok száma | 202  | 325  | 607  | 704  | 757  | 736  | 754  | 750  | 748  | 727  |
|               | 1968 | 1982 | 1990 | 2006 | 2013 | 2015 | 2017 | 2019 | 2020 | 2022 |